# Gregori Muñoz Montoro
Gregori Muñoz Montoro   (València, 26 de juliol de 1906 - Buenos Aires, 23 d'agost de 1978) fou un escenògraf i pintor valencià nascut al barri de Benicalap de València. Va desenvolupar una extensa carrera artística, la major part a Buenos Aires com a exiliat republicà, amb la qual hi va participar en nombroses pel·lícules.

## Trajectòria
Gori Muñoz va néixer al barri de Benicalap on va passar els primers anys de la seva vida. El seu pare fou el ceramista Gregorio Muñoz Dueñas, fundador de l'Escola de Ceràmica de Manises. Durant aquesta etapa va escriure un relat autobiogràfic Ni en cap mapa ni en cap història. Posteriorment va cursar els estudis de Belles Arts i Arquitectura a Madrid, completant-ho amb estades a París. Durant la Segona República i la Guerra Civil Espanyola fou conegut com a dibuixant i caricaturista. Va estar compromés amb la causa republicana i en acabar la guerra, després de passar pel camp de concentració de Argelers de la Marenda (Rosselló), es va exiliar a França. Un cop arriva la Segona Guerra Mundial, va dedicir embarcar per anar a Xile, però l'intervenció del periodista Natalio Botana el va fer triar Buenos Aires. En aquesta ciutat va començar la seva carrera com escenògraf al teatre espanyol a l'exili i al cinema argentí. Durant aquest temps mai va deixar el dibuix i la pintura i una mostra d'això són els llibres que va il·lustar per Schapire,així com les exposicions realitzades. Arran de l'exili a l'Argentina i començar el treball d'escenògraf teatral, el director de cinema Luis Saslavsky es va fixar en un dels seus treballs i li va recomanar altre director, Gregorio Martínez Sierra,el qual era filmant Canción de cuna i li va contratar començant així una llarga trajectòria al cinema.
Gori Muñoz va incorporar al cinema argentí el concepte de l'escenografia com a part integral del relat i element decisiu per establir el seu ambient, clima i unitat estètica. Seguint els passos que havia donat poc abans Ralph Pappier, va encadenar els decorats fent que un servís de fons a un altre per aconseguir així la unitat arquitectònica. En la recerca de més acostament a l'espectador perquè concentrés la seva atenció va reduir a tres o tres metres i mig l'altura tradicional dels decorats -que solia ser de cinc metres- permetent major domini en l'ús de la il·luminació i en els efectes especials, avantatges que després d'algunes divergències van ser compreses i aprofitades pels directors de fotografia.
Altres innovacions van ser la ruptura de la rigidesa lineal dels decorats -fets generalment en forma d ' "U" - que generaven fons que es veien iguals o molt semblants, i en donar-li una altra forma no solament milloraven la imatge que es transmetia a l'espectador sinó que a més feien el mateix amb el so, ja que les parets paral·leles feien rebotar les ones sonores unes contra altres en tant les obliqües ajudaven a dispersar-amb el resultat d'un so més net; també va construir els seus decorats en forma de permetre el còmode desplaçament de la càmera i per evitar la monotonia introduïa detalls que el fessin més atraient sense afectar la seva unitat i caràcter. Gori Muñoz va imposar també l'escala de plans que dona profunditat al quadre: deixant en el decorat zones fosques, que no podien il·luminar directament, marcaven aquells plans a diferenciar-lumínicament uns i altres.
Entre els seus treballs inicials es destaquen La dama duende i Rosa de América per les reconstruccions històriques que involucraven, l'ambient modern de Sangre negra i el clima creat per l'escenografia a La barra de la esquina. L'estil de Gori Muñoz promptament es va imposar al cinema argentí de l'època i un dels que van donar suport fermament aquesta tendència va ser Miguel Machinandiarena, el conductor d'Estudios San Miguel.